# Черрі Джонс
Черрі Джонс (англ. Cherry Jones; нар. 21 листопада 1956) — американська акторка, лауреатка двох премій «Тоні» за роботу на Бродвеї (1995, 2005), трьох нагород «Драма Деск» та двох «Еммі» (2009, 2019). Досягла найбільшого визнання завдяки ролям на бродвейській сцені Stepping Out (грає з 1987 року), хоч найбільш відома за роллю президента США Еллісон Тейлор в серіалі Fox «24 години» (2009—2010).

## Життєпис
Черрі Джонс народилася в Теннессі та в 1978 році закінчила Університет Карнегі-Меллон зі ступенем бакалавра в драмі. Потім почала професійно виступати у місцевому театрі, перш ніж переїхати до Нью-Йорку. У 1983 році дебютувала на бродвейській сцені в п'єсі «Благодійник», а потім виступала у постановках «Як важливо бути серйозним» і «Макбет».
Джонс за свою кар'єру п'ять разів номінувалася на премію «Тоні» та здобула дві статуетки. У 1995 році за «Спадкоємицю» і десять років по тому за «Сумнів». У 2014 році введена до Американського театрального залу слави.
На додаток до сценічної кар'єри, Джонс виконала ролі другого плану в ряді кінофільмів, включаючи «Заклинач коней» (1998), «Ідеальний шторм» (2000), «Знаки» (2002) і «Таємничий ліс» (2004). У 2000-х роках також була активною на телебаченні, де зіграла президентку США Еллісон Тейлор у серіалі Fox «24 години», за роль в якому отримала премію «Еммі» у 2009 році. Також вона знялася в серіалі NBC «Пробудження» у 2012 році, який знімався недовго.
Черрі Джонс — відкрита лесбійка, довгий час мала стосунки з акторкою Сарою Полсон, але у 2009 році вони розлучилися. Джонс відкрито заявляла про свою ідентичність з 21-річного віку і залишалася відкритою протягом всієї своєї кар'єри.

## Фільмографія
- 1987 — Денне світло
- 1987 — Чикаго блюз
- 1992 — Господиня дому
- 1997 — Джуліан По
- 1998 — Заклинатель коней
- 1998 — З минулого
- 1999 — Колиска буде гойдатися
- 2000 — Ерін Брокович
- 2000 — Ідеальний шторм
- 2001 — Запорука сімейного щастя
- 2002 — Божественні таємниці сестричок Я-Я
- 2002 — Знаки
- 2004 — Таємничий ліс
- 2004 — Дванадцять друзів Оушена
- 2005 — Плавці
- 2009 — Мати та дитя
- 2009 — Амелія
- 2010 — Бобер
- 2011 — Старий Новий рік
- 2014 — Дні та ночі
- 2015 — Я бачив світло
- 2016 — 11.22.63
- 2016 — Чорне дзеркало
- 2018 — Стерта особистість
- 2019 — Дощовий день у Нью-Йорку
- 2019 — Сирота Бруклін
- 2019 — Друг
- 2019 — Винна країна
- 2019 — Спадщина
- 2020 — Захищаючи Джейкоба
- 2021 — Очі Таммі Фей
- 2023 — Екстраполяції

*